# José Barreiro
José María Barreiro (1920-2000) fue un jugador y entrenador de fútbol argentino. Su posición era delantero.

## Carrera

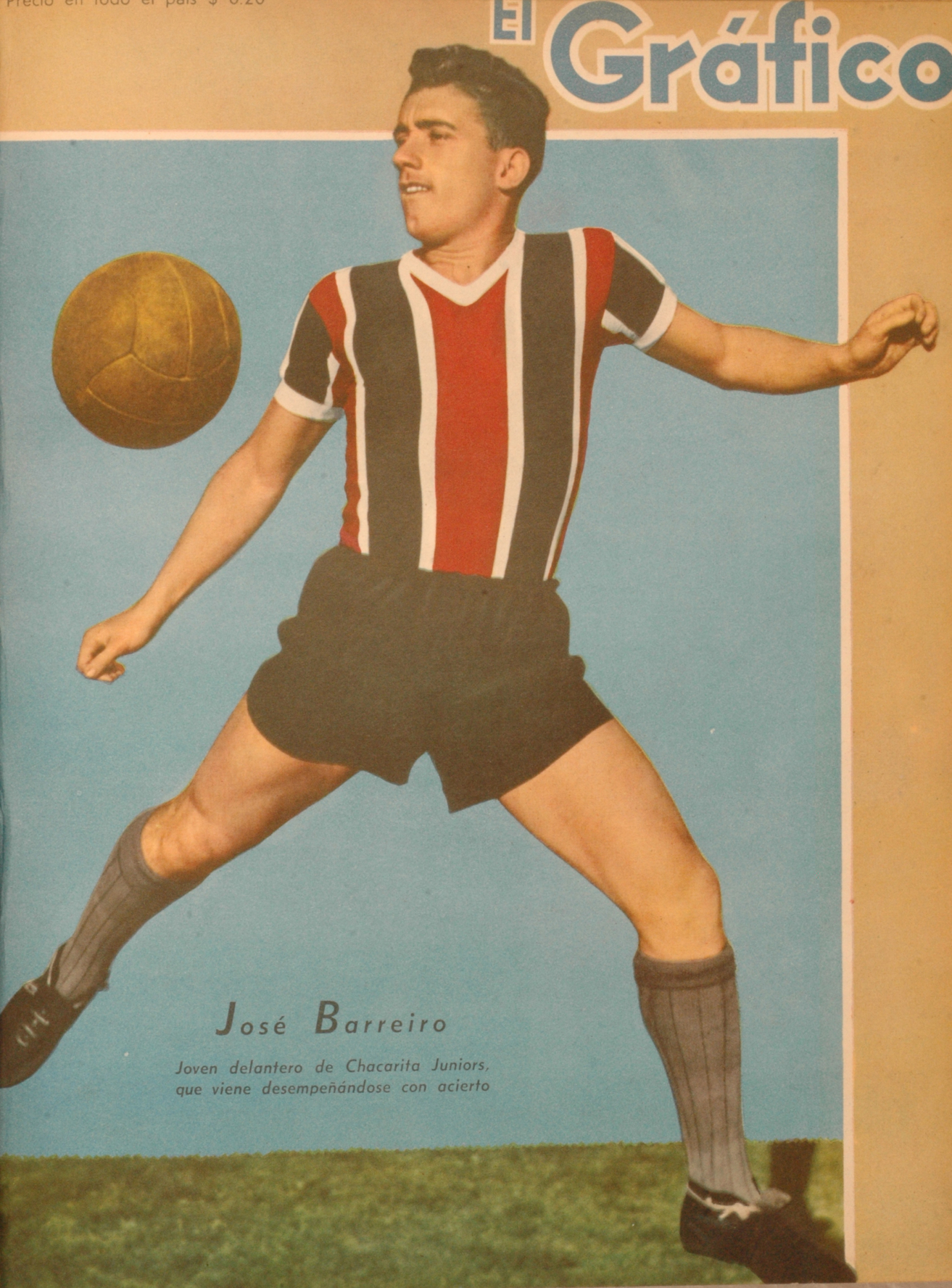
José Barreiro (Chacarita) en 1943.

Comenzó sus carreras en las inferiores del Club Atlético Boca Juniors, en 1938 jugaba en la 5ª División de Boca Juniors, junto a Natalio Pescia y otros grandes jugadores del fútbol argentino. Luego, no siendo tenido en cuenta por el entrenador, emigró de Boca Juniors. 
De esta forma José Barreiro empezó su carrera como futbolista profesional en 1941 en la Primera B jugando para Chacarita Juniors. En 1942 con Chacarita ya ascendido a la Primera A, se consolida en el equipo como delantero. En 1944 es transferido al Racing Club, club en el que se quedó solamente dos temporadas. Volvió a Chacarita en 1946 para ser transferido a Estudiantes de La Plata en la temporada 1948. Se quedó en Estudiantes hasta la temporada 1952. En 1951, fue parte del equipo que le propinó a Vélez una goleada histórica: 7-0, donde Barreiro marca 2 goles. En 1953, volvió a Chacarita, donde cerró su carrera como jugador en 1956. Es pariente de la rama familiar de los siguientes futbolistas profesionales:  Pastor Osvaldo Barreiro, y Maximiliano Barreiro. Además del escritor Ulises Pastor Barreiro.
En su carrera como jugador, jugó 289 partidos, marcando 75 goles.
En 1957 empezó su carrera como entrenador en San Lorenzo de Almagro. En 1959, Barreiro formó un gran equipo, saliendo campeón a cinco fechas del final del torneo. En su honor, la hinchada sanlorencista festejó cantando "y ya lo vé, y ya lo vé; es el equipo de José;" canto que siete años después sería apropriado por la hinchada de Racing Club.
En 1959, dado su éxito como entrenador, Barreiro fue convocado a dirigir la selección argentina en la Copa América, junto con José Della Torre y Victorio Spinetto. Este triunvirato formó un equipo basado en Racing, que  ganó la copa invicto con 5 partidos ganados y un empate -contra el reciente campeón del mundo Brasil.
En 1960, luego de haber llevado a San Lorenzo a la semifinal de la primera edición de la Copa Libertadores, que pierde en un dramático tercer partido contra Peñarol en Montevido, Barreiro dejó la primera división de San Lorenzo. Sin embargo, San Lorenzo lo llamó dos veces más, en 1963-1964 y en 1966-1967. En estos años, Barreiro formó la base del equipo que saldría campeón en 1968. El equipo de 1964 es recordado como 'Los Carasucias,' donde Barreiro juntó a cuatro canteranos, que hicieron carrera con un sello propio dentro de San Lorenzo: Narciso Horacio Doval, Fernando José Areán, Victorio Francisco Casa,  Juan Carlos Carotti y Héctor Veira.
Dirigió a San Lorenzo en 221 partidos. Después de Héctor Veira, Barreiro es el director técnico que más partidos dirigió al club de Almagro.
En 1968 fue director técnico de Tigre. En el club de Victoria dirigió diez encuentros.
Siendo director técnico de San Lorenzo, en la época de Los Carasucias dijo la frecuentemente citada frase:
Los jugadores que no se ríen con la cara no se ríen con los pies.
Abandonó la actividad futbolística para dedicarse a la preparación física de gente joven. Terminó siendo profesor de educación física en escuelas secundarias de la Ciudad de Buenos Aires. Es recordado su paso por el Comercial Número 3 Hipólito Vieytes de Caballito.
En los años 80 padeció un ACV; luego vivió en Los Polvorines, en el Barrio Mariano Moreno. Aquí fue entrevistado (en un recordado reportaje) por el periodista Juan Carlutti, donde recordó detalladamente su carrera como jugador y técnico. Lo más impactante fue el relato de su relación con el "Bambino" Veira y detalló: "Desde las inferiores se destacó notablemente, aunque no gustaba mucho de los entrenamientos. Siendo titular de la tercera, noté que hacía días que no se presentaba a las prácticas. Fui a la casa y se mostró muy sorprendido por mi presencia. Le hablé mucho, lo convencí y al día siguiente se presentó en el entrenamiento. Al poco tiempo debutó en primera sin pesarle para nada la responsabilidad, destacándose enseguida. Siempre recordó este hecho y me veía como su padre".

## Clubes
| Club              | Año                           | PJ  | Goles | Promedio |
| ----------------- | ----------------------------- | --- | ----- | -------- |
| Chacarita Juniors | 1941-1943;1946-1947;1953-1956 | 126 | 29    | 0,23     |
| Racing Club       | 1944-1945                     | 42  | 11    | 0,26     |
| Estudiantes       | 1948-1952                     | 120 | 35    | 0,29     |
| Total             |                               | 288 | 75    | 0,26     |